# Marianów Sierakowski
Marianów Sierakowski (do 14 lutego 2002 Marianka) – wieś sołecka w Polsce położona w województwie mazowieckim, w powiecie gostynińskim, w gminie Gostynin.
Początkowo miejscowość prawdopodobnie stanowiła część holenderskiej wsi, Holędrów Sierakowickich. Po raz pierwszy wymieniona jako samodzielna wieś w 1885. Zamieszkiwało tu wtedy 170 osób. Obecnie jedyną pozostałością po osadnictwie olęderskim jest dom, właściwy dla kolonistów, wybudowany przed 1945. Krajobraz kulturowy został całkowicie przekształcony.
W latach 1975–1998 miejscowość administracyjnie należała do województwa płockiego. 15 lutego 2002 nastąpiła zmiana nazwy z Marianka na Marianów Sierakowski.
Na północnym obszarze gminy znajduje się również Marianów Lucieński.